# Flatormenis squamulosa
Flatormenis squamulosa är en insektsart som först beskrevs av Fowler 1900.  Flatormenis squamulosa ingår i släktet Flatormenis och familjen Flatidae. Inga underarter finns listade i Catalogue of Life.